# Hidden Gorge
Die Hidden Gorge (englisch für Verborgene Schlucht) ist eine kurze, 10 m breite und 30 m tiefe Schlucht an der Ingrid-Christensen-Küste des ostantarktischen Prinzessin-Elisabeth-Lands. In den Vestfoldbergen verläuft sie in nord-südlicher Ausrichtung vom nordwestlichen Ende des Hidden Valley bis zum Krok Lake. An ihrem Kopfende befindet sich ein Eisfall, über den das Hidden Valley entwässert wird.
Das Antarctic Names Committee of Australia benannte sie so, da sie durch eine im Krok Lake befindliche Insel verdeckt wird.